# Мирловичи
Мирловичи (серб. Мирловићи / Mirlovići) — село в общине Вишеград Республики Сербской Боснии и Герцеговины. В настоящее время село необитаемо. Полностью сожжено 7 июня 1992 года во время Боснийской войны.